# Heilbad Heiligenstadt
Heilbad Heiligenstadt is een stad in de Duitse deelstaat Thüringen. Het is de Kreisstadt van de Landkreis Eichsfeld. De stad telt 16.911 inwoners.. De gemeente omvat naast de stad ook de dorpen Kalteneber, Rengelrode, Günterode en Flinsberg.

## Geboren in Heiligenstadt
- Tilman Riemenschneider (circa 1460-1531), houtsnijder en beeldhouwer van de laatgotiek en de vroege renaissance
- Johannes Cornelis Wienecke, (1872-1945), Nederlands beeldhouwer en medailleur
- Bernhard Germeshausen (1951-2022), bobsleeër